# Queendom
Queendom — шестой мини-альбом (двенадцатый в целом) южнокорейской гёрл-группы Red Velvet. Альбом включает в себя шесть синглов и ведущий сингл «Queendom». Альбом был выпущен в цифровом виде компанией SM Entertainment 16 августа 2021 года, а физически 17 августа 2021 года.

## Предпосылки и релиз
9 июня 2021 года Herald POP сообщили, что Red Velvet полностью вернутся в августе. Позднее SM Entertainment подтвердили эту новость.
С 26 июля по 1 августа Red Velvet провели предварительный промо-проект под названием «Queens Archive», посвященную их седьмой годовщине дебюта и ожидаемому возвращению. В архивных видео были продемонстрированы реквизиты, использованные в их предыдущих музыкальных клипах, и они были призваны усилить ожидание объявления об их возвращении и выпуске их рекламного графика. 2 августа было объявлено, что Red Velvet выпустят свой шестой мини-альбом под названием Queendom, содержащую шесть треков. Альбом продается SM Entertainment как шестой «мини-альбом» группы. 3 августа был выпущен план-распорядок. Альбом был выпущен в цифровом формате 16 августа.

## Композиции
Queendom состоит из шести песен и включает в себя различные жанры, такие как танцевальная музыка, R&B и соул. «Queendom» — это освежающая танцевальная поп — песня с ритмичным сочетанием флейты и духовых риффов на красочном синтезаторном басе. Захватывающий хук и яркий и жизнерадостный вокал Red Velvet делают прослушивание ещё более приятным. Би-сайд «Pose» — это танцевальная поп-песня в темпе с энергичной басовой линией и быстро сменяющимися барабанами. Слова, вселяющие уверенность, и живой вокал Red Velvet создают захватывающую атмосферу. «Knock On Wood» — это электро-панк песня с выражением «стучать по дереву на удачу», когда они желают понравиться кому-то в сказочном повествовании. «Better Be» — R&B поп-песня с мечтательным вокалом Red Velvet и богатыми гармониями. Впечатляющий текст сравнивает то, как заставить человека, который вам нравится, бесконечно влюбляться в ваши чары и при этом нелегко отдать своё собственное сердце, с характеристиками кошки. «Pushin' & Pullin» — поп-песня в стиле R&B среднего темпа с грувовым вокалом Red Velvet. Слова песни говорят партнёру, который испытывает беспокойство по поводу отношений: «Доверься нашему совместному времени. Ты снова станешь таким, как обычно». «Hello, Sunset» — R&B-баллада в медленном темпе с расслабляющим ритмом барабанов, освежающей электрогитарой и мечтательным фортепиано вызывает чувства позднего лета.

## Коммерческий успех
В Южной Корее мини-альбом дебютировал на 2-й позиции в чарте альбомов Gaon. В Великобритании альбом дебютировал на 17-й месте в цифровых альбомах UK Digital Albums. В Японии альбом дебютировал на 41-й месте в чарте Billboard Japan Hot Albums. В США дебютировал на 16-й и 11-й местах в чарте Billboard Heatseekers.

## Список треков
| №                   | Название                         | Текст песни                | Музыка                                                                                        | Аранжировка                                                                | Длительность |
| ------------------- | -------------------------------- | -------------------------- | --------------------------------------------------------------------------------------------- | -------------------------------------------------------------------------- | ------------ |
| 1.                  | «Queendom»                       | Jo Yoon-kyung              | minGtion ( 밍지션 ) Anne Judith Stokke Wik Moa "Cazzi Opeia" Carlebecker [англ.] Ellen Berg   | minGtion (밍지션)                                                          | 3:01         |
| 2.                  | «Pose»                           | Lee Seu-ran                | Fabian Torsson [швед.] Harry Sommerdahl [швед.] Ylva Dimberg Moa "Cazzi Opeia" Carlebecker    | Fabian Torsson Harry Sommerdahl Ylva Dimberg Moa "Cazzi Opeia" Carlebecker | 3:20         |
| 3.                  | «Knock on Wood»                  | Seo Ji-eum                 | Jonatan Gusmark (Moonshine) Ludvig Evers (Moonshine) Moa "Cazzi Opeia" Carlebecker Ellen Berg | Jonatan Gusmark (Moonshine) Ludvig Evers (Moonshine)                       | 3:40         |
| 4.                  | «Better Be»                      | Kim In-hyung (Jam Factory) | Andreas Öberg [англ.] Skylar Mones [англ.] Michele Wylen                                      | Skylar Mones Andreas Öberg                                                 | 3:00         |
| 5.                  | «Pushin' N Pullin»               | Kenzie                     | Kenzie Mike Daley Mitchell Owens Nicole Cohen                                                 | Mike Daley Mitchell Owens                                                  | 3:03         |
| 6.                  | «Hello, Sunset» (кор. 다시 여름) | Choi Bo-ra (153Joombas)    | Sam Klempner Noémie Legrand Dewain Whitmore Jr. [англ.]                                       | Sam Klempner                                                               | 3:30         |
| Общая длительность: | Общая длительность:              | Общая длительность:        | Общая длительность:                                                                           | Общая длительность:                                                        | 19:34        |

## Чарты
| Чарты (2021)                        | Высшая позиция |
| ----------------------------------- | -------------- |
| Финляндия (Suomen virallinen lista) | 8              |
| Япония (Billboard Japan)            | 41             |
| Республика Корея (Gaon)             | 2              |
| Великобритания (OCC)                | 17             |
| США Heatseekers Albums (Billboard)  | 16             |
| США World Albums (Billboard)        | 11             |

## Сертификация
| Регион                                                      | Сертификация | Продажи  |
| ----------------------------------------------------------- | ------------ | -------- |
| Республика Корея (KMCA)                                     | Платиновый   | 250 000^ |
| ^ Данные о тиражах приведены только на основе сертификации. |              |          |

## История релиза
| Регион           | Дата                 | Формат                       | Лейбл      |
| ---------------- | -------------------- | ---------------------------- | ---------- |
| Мир              | 16 августа 2021 года | Цифровое скачивание стриминг | SM Dreamus |
| Республика Корея | 17 августа 2021 года | CD                           | SM Dreamus |